# タイニー・テンパー
タイニー・テンパー（Tinie Tempah、1988年11月7日 - ）は、イギリスのラッパーである。本名パトリック・ジュニアー・チュクエメカ・オコグ (Patrick Junior Chukwuemeka Okogwu)。
2005年よりミックステープを出し始め、2009年『パス・アウト』でメジャーデビュー。ヒップホップにダブ・ステップや、ソウルやエレクトロニカの要素を巧みに織り交ぜたオリジナリティの高い楽曲が持ち味。

## 人物
ロンドン出身。両親はナイジェリアデルタ州イグブゾの出身である。両親、3人の兄弟とともにウォルワースのアリスバーリー団地で幼少期を過ごす。12歳の頃プルムシュタッドに引っ越し、アビーウッドセント・ポール神学校（現セント・ポール・アカデミー）に入学。
10科目の中等教育一般証明試験を受験し、メディア研究と心理学でAレベル資格を獲得。聖フランシスコ・ザビエル大学に入学。
一方で、イギリス発祥のヒップホップとされる「ソー・ソリッド・クルー」などのUKガラージ、グライムを聴いて育った彼は、15歳の時から本格的にミックステープを作り始めるようになった。また12歳の頃より芸名を考えており、教室の辞書で引いた「temper」（短気）、「tiny」（小さい）をそれぞれもじってタイニー・テンパー(Tinie Tempah)とした。
2005年、アフターショック・フーリガンズに加入し、2005年に無料のミックステープ「Chapter 1 Verse 1-22」を出す。2006年、衛星放送「チャンネルAKA」に出演し「Tears」を披露。
その後、2009年12月17日にパーロフォンよりシングル「Pass Out」でメジャー・デビュー。全英シングルチャート1位を獲得した。2010年10月1日にアルバム『ディスカバリー』を発売。

## ディスコグラフィ

### アルバム
| 2010                                      | ディスカバリー Disc-Overy          | - 発売日: 2010年10月1日 - レーベル: Disturbing London、Parlophone - フォーマット: CD、digital download - 全英売上: 75万枚   | 1 | 96 | —  | 24 | 2  | 31 | 73 | 21 | - UK: 2× プラチナ |
| 2013                                      | デモンストレーション Demonstration | - 発売日: 2013年11月1日 - レーベル: Disturbing London、Parlophone - フォーマット: CD、digital download - 全英売上: 13.9万枚 | 3 | 22 | 66 | —  | 13 | 40 | 29 | —  | - UK: ゴールド    |
| 2017                                      | Youth                              | - 発売日: 2017年4月14日 - レーベル: Disturbing London、Parlophone - フォーマット: CD、digital download                      | 9 | —  | —  | —  | —  | —  | —  | —  |                   |
| "—"は未発売またはチャート圏外を意味する。 |                                    | |   |    |    |    |    |    |    |    |                   |

### ミックステープ
- Chapter 1 Verse 1-22 (2005年、Disturbing London)
- Hood Economics Room 147 (2007年、Disturbing London)
- The Micro Mixtape (2010年、Disturbing London)
- Foreign Object (2011年、Disturbing London)
- Happy Birthday (2011年、Disturbing London)
- Junk Food (2015年、Disturbing London)